# Dorfkirche Leussow (Mirow)

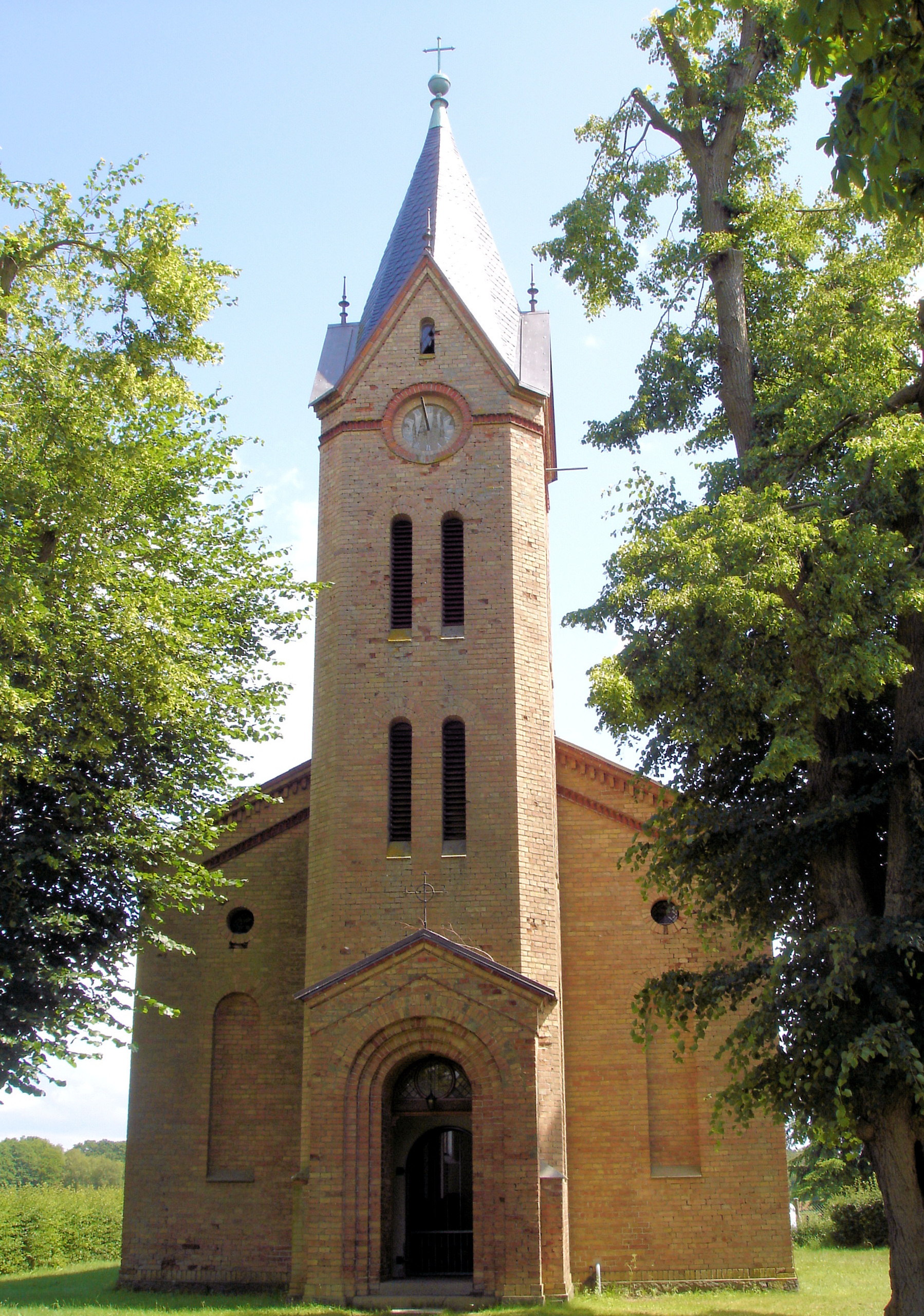
Dorfkirche Leussow (2009)

Die evangelische Dorfkirche Leussow ist ein denkmalgeschütztes Kirchengebäude in Leussow (Stadt Mirow) im Landkreis Mecklenburgische Seenplatte in Mecklenburg-Vorpommern.

## Baugeschichte
Die Vorgängerkirche war ein Fachwerkbau und stand auf dem alten Kirchhof, neben dem sich zu DDR-Zeiten eine Konsumfiliale befand. Aufgrund von Baufälligkeit wurde sie 1867 abgerissen.
Die jetzige Dorfkirche Leussow wurde 1868/70 von der Firma Rehberg in Mirow unter der Leitung des Baumeisters Fitzner, einem Schüler Friedrich Wilhelm Buttels, erbaut. Es handelt sich um einen Backsteinbau mit Westturm und halbrunder Apsis.
1925 wurde die 1887 erbaute Bruder-Orgel in auf der Westempore eingebaut.

## Ausstattung

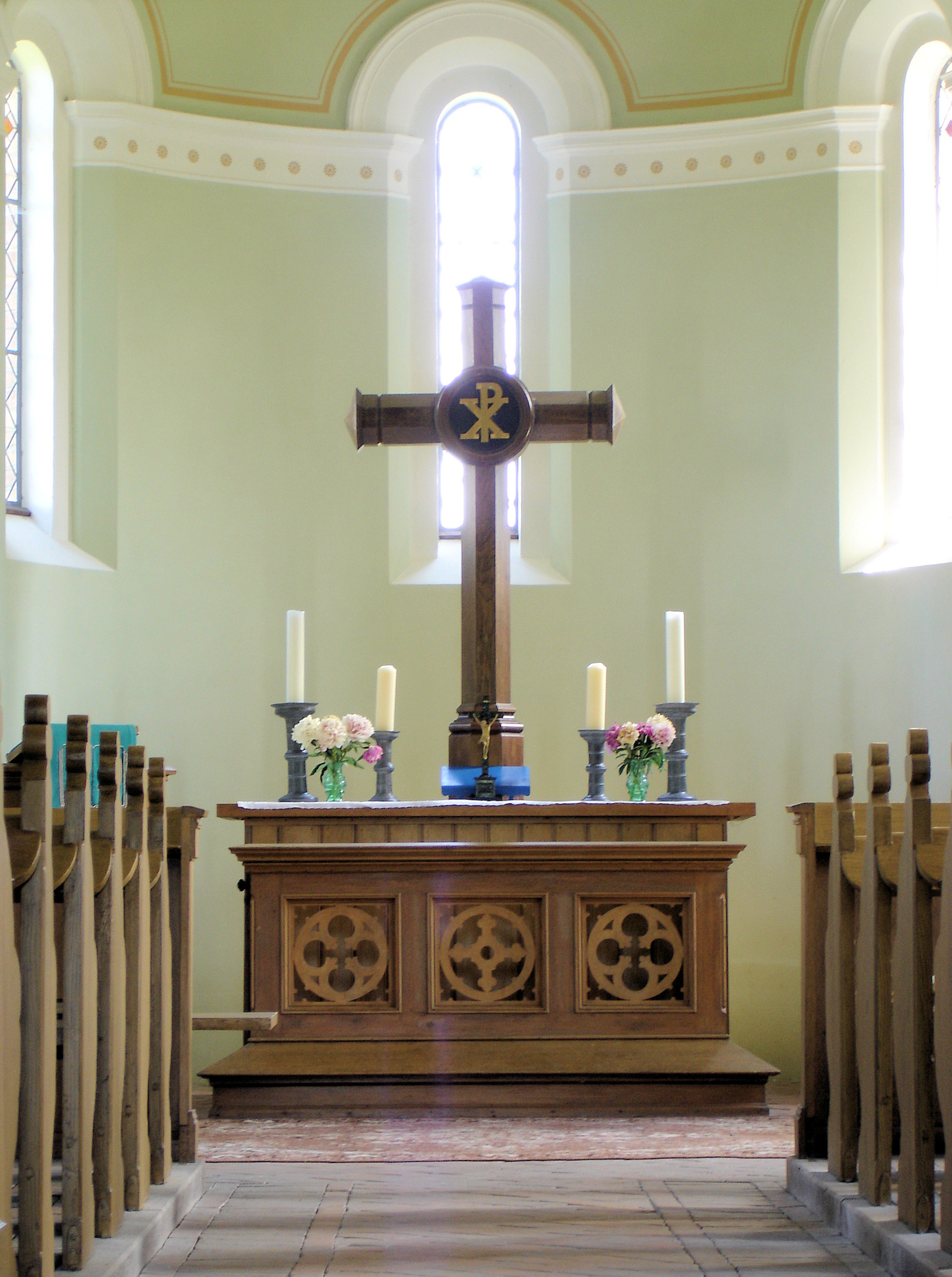
Blick zum Altar

Der Innenraum ist mit einer flachen Holzdecke überzogen. Der Altar, das Kruzifix und die Kanzel stammen aus dem Jahre 1870. Das Altarbild an der Ostwand stammt von Charles Maucourt (1750); es befand sich ursprünglich in der Johanniterkirche Mirow, bis es 1868 durch eine von Großherzogin Marie gemalte Kopie nach Albrecht Dürer mit dem Motiv Christus am Kreuz ersetzt wurde.
Die Orgel auf der Westempore stammt von Edmund Bruder (1845–1911) aus Wismar und wurde 1887 für das Lehrerseminar im Unteren Schloss in Mirow gebaut; nach dessen Auflösung kam sie 1925 in die Dorfkirche. Die Disposition lautet wie folgt:
| I Hauptwerk C–  |    |
| Geigenprinzipal | 8′ |
| Gedackt         | 8′ |

| II Positiv C– |    |
| Flauto Dolce  | 8′ |
| Flöte         | 4′ |

| Pedal C– |     |
| Subbass  | 16′ |

- Koppeln: II/I, I/P

Im Turm befinden sich zwei Glocken. Die jüngere wurde 1871 in Bochum gegossen und trägt eine Inschrift mit dem Namen des Spenders, dem Großherzog von Mecklenburg-Strelitz. Das Dach ist mit Schiefer gedeckt.

## Gemeinde
Die Dorfkirche Leussow gehört heute zur evangelisch-lutherischen Kirchengemeinde Mirow in der Propstei Neustrelitz des Kirchenkreises Mecklenburg der Evangelisch-Lutherischen Kirche in Norddeutschland.